# Rue Bliss

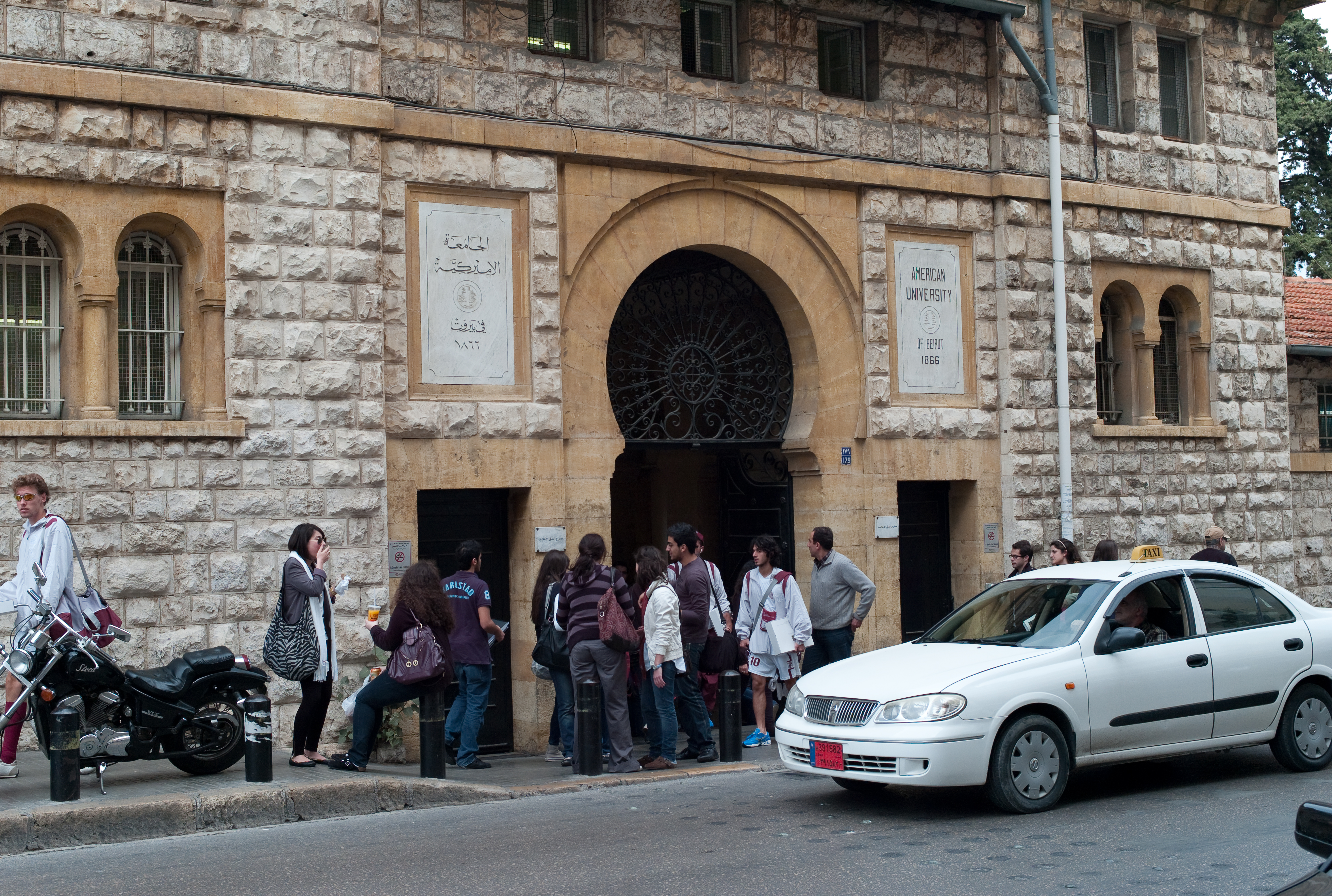
Entrée de l'université américaine de Beyrouth donnant rue Bliss, à Ras Beyrouth.

La rue Bliss est une voie de Beyrouth, capitale du Liban. 

## Situation et accès
La rue, qui est l'une des principales voies du quartier d'Hamra, est  parallèle à la rue Hamra. Elle s'étend d'est en ouest, en débutant rue Clemenceau à l'est et se terminant avenue Général de Gaulle qui longe la côte méditerranéenne.

## Origine du nom
Son nom lui a été donné en hommage au Dr Daniel Bliss, missionnaire américain fondateur de l'université américaine de Beyrouth. Avant le milieu des années 1960, le tramway passait dans la rue Bliss, s'arrêtant devant la porte principale de l'université américaine de Beyrouth.

## Bâtiments remarquables et lieux de mémoire
Des immeubles historiques et des immeubles de bureau sont alignés avec des cafés, restaurants, librairies et divers commerces. Cette rue est l'une de celles qui comportent le plus de restaurants, comme Roadster's, Urbanista, ou Uncle Sam's et Bliss House qui accueillent surtout des étudiants de l'université.

### Dans la littérature
- Never by Blood de  Noel Carroll : « Ils étaient rue Bliss, tout près de l'université américaine de Beyrouth, leur première destination de la journée. »